# Sede titolare di Takrit dei Siri
Takrit dei Siri (in latino: Tagritensis) è una sede titolare della Chiesa cattolica.

## Storia
Takrit fu un'antica sede metropolitana della Chiesa siriaca, conosciuta con il nome di Chiesa giacobita. Le Quien riporta i nomi di tre vescovi di questa sede, Paolo, Abibo e Giacomo, vissuti rispettivamente nell'VIII, nell'XI e nel XIII secolo.
L'Annuario Pontificio, che colloca la sede in Persia, non riporta il nome della città o dell'insediamento oggi identificabile con Takrit. Le Quien invece identifica la sede con l'attuale città irachena di Tikrit (dunque nell'antica Mesopotamia).
Dal 1986 Takrit dei Siri è annoverata tra le sedi arcivescovili titolari della Chiesa cattolica; dal 10 settembre 2020 il vescovo titolare è Firas Mundher Dardar, esarca di Bàssora e Golfo.

## Cronotassi dei vescovi titolari
- Jules Mikhael Al-Jamil † (1º agosto 1986 - 3 dicembre 2012 deceduto)
- Firas Mundher Dardar, dal 10 settembre 2020